# 所云平
所云平（1928年—），原名所如义，男，山东掖县人，中国剧作家，曾任中国戏剧家协会理事。